# Park Kyung-mo
Park Kyung-mo (kor. 박경모, ur. 15 sierpnia 1975 w Okcheon) – koreański łucznik, dwukrotny mistrz olimpijski, czterokrotny mistrz świata. Startuje w konkurencji łuków klasycznych.
Największym jego osiągnięciem jest dwukrotnie złoty medal olimpijski w konkurencji drużynowej (2004, 2008) i srebro indywidualnie w Pekinie oraz złoty medal mistrzostw świata w Antalyi (1993) w konkurencji indywidualnej oraz trzykrotnie drużynowo. 